# Yuyuanozoon
Yuyuanozoon es un género de vetulícolas, con una sola especie, Y. magnificissimi. Es el vetulícola más grande conocido; el holotipo (y único espécimen conocido) mide aproximadamente 202 mm de largo.

## Características
En vida habría sido un animal con forma ovoide y con una cola cilíndrica. El cuerpo se divide en seis partes o segmentos, con aberturas branquiales provistas de filamentos que se extienden afuera en cada apertura y puestas de forma simétrica a cada lado de cada segmento del cuerpo, a partir del segundo. La cola es cilíndrica y se divide en siete segmentos y se diferencia de la cola de los otros vetulícolas (no es aplanada como la de Vetulicola, ni tampoco tiene forma de remo o de hoja, como la de los Didazoonidae; tampoco se parece a la cola de los Banffozoa como Banffia y Skeemella).
Los detalles de la anatomía de la cola, y de las aberturas branquiales con filamentos sitúa a Yuyuanozoon magnificissimi en una posición incierta (incertae sedis).

## Etimología
El nombre genérico se traduce como "animal de Yu Yuan", que es un nombre antiguo del condado de Chengjiang (China). El nombre específico magnificissimi se traduce como "magnífico", en referencia al gran tamaño del holotipo.